# Връбница (историческо село)
Вижте пояснителната страница за други значения на Връбница.
Връбница е историческо село в Софийско, разположено на мястото на днешните квартали на София „Връбница-1“ и „Връбница-2“, като върху части от неговото землище са разположени също и части от кварталите „Надежда“ и „Модерно предградие“. Селото дава името и на административния район „Връбница“.